# Eremo della Casella

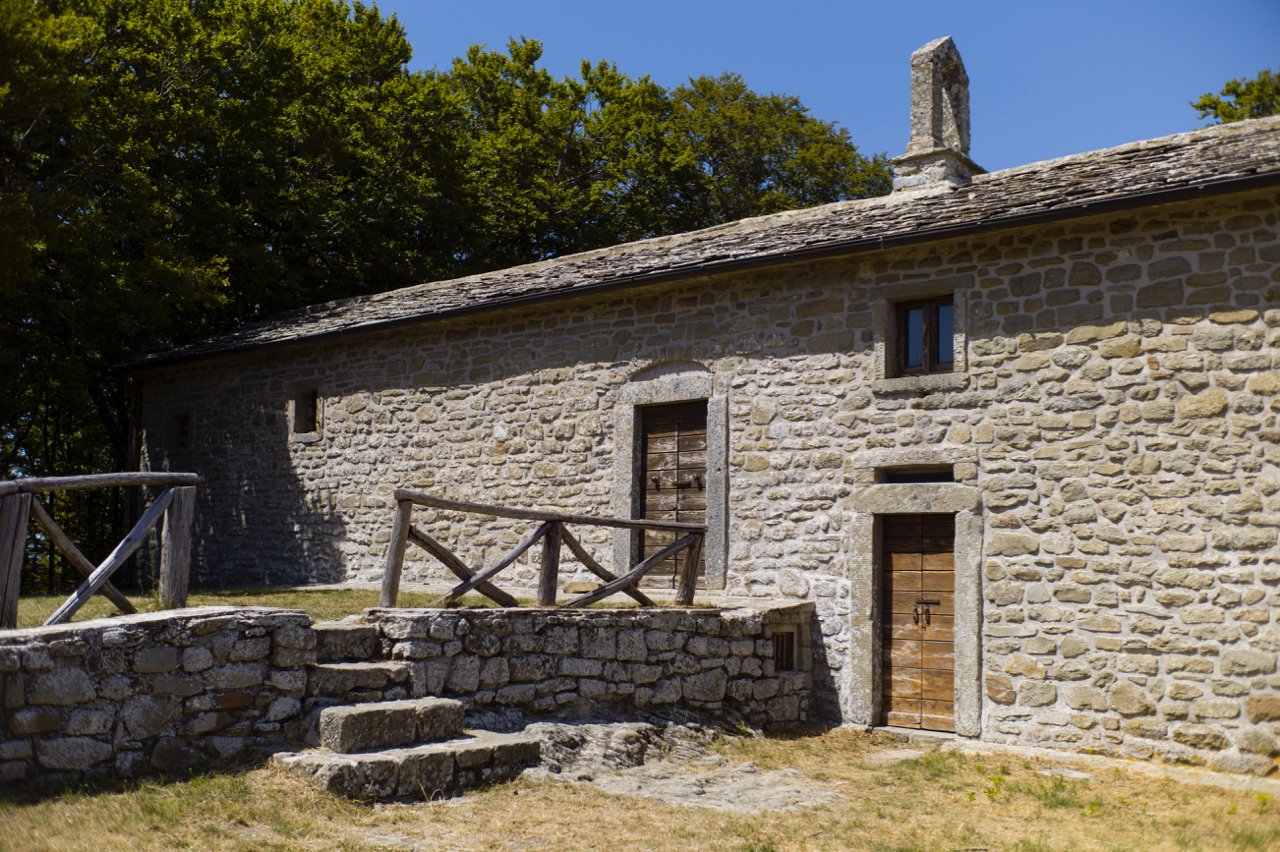
Eremo della Casella (AR)

L'eremo della Casella è un edificio sacro che si trova nella località omonima sita nel comune di Caprese Michelangelo, in provincia di Arezzo.

## Storia e descrizione
Sorto come chiesetta con annesso romitorio francescano, l'eremo è una costruzione povera e disadorna, documentata per la prima volta nel 1522, quando fa parte della diocesi di Sansepolcro.
L'edificio è stato costruito dal popolo della valle capresana per ricordare l'ultimo saluto di san Francesco alla Verna, avvenuto in questo luogo, detto poggio di Montarcoppio e posto sulla vetta del monte Foresto. La sua costruzione è comunque precedente al Cinquecento.
In una cronaca settecentesca si legge che esso sorse per raccomandazione dello stesso san Francesco.

## Collegamenti esterni

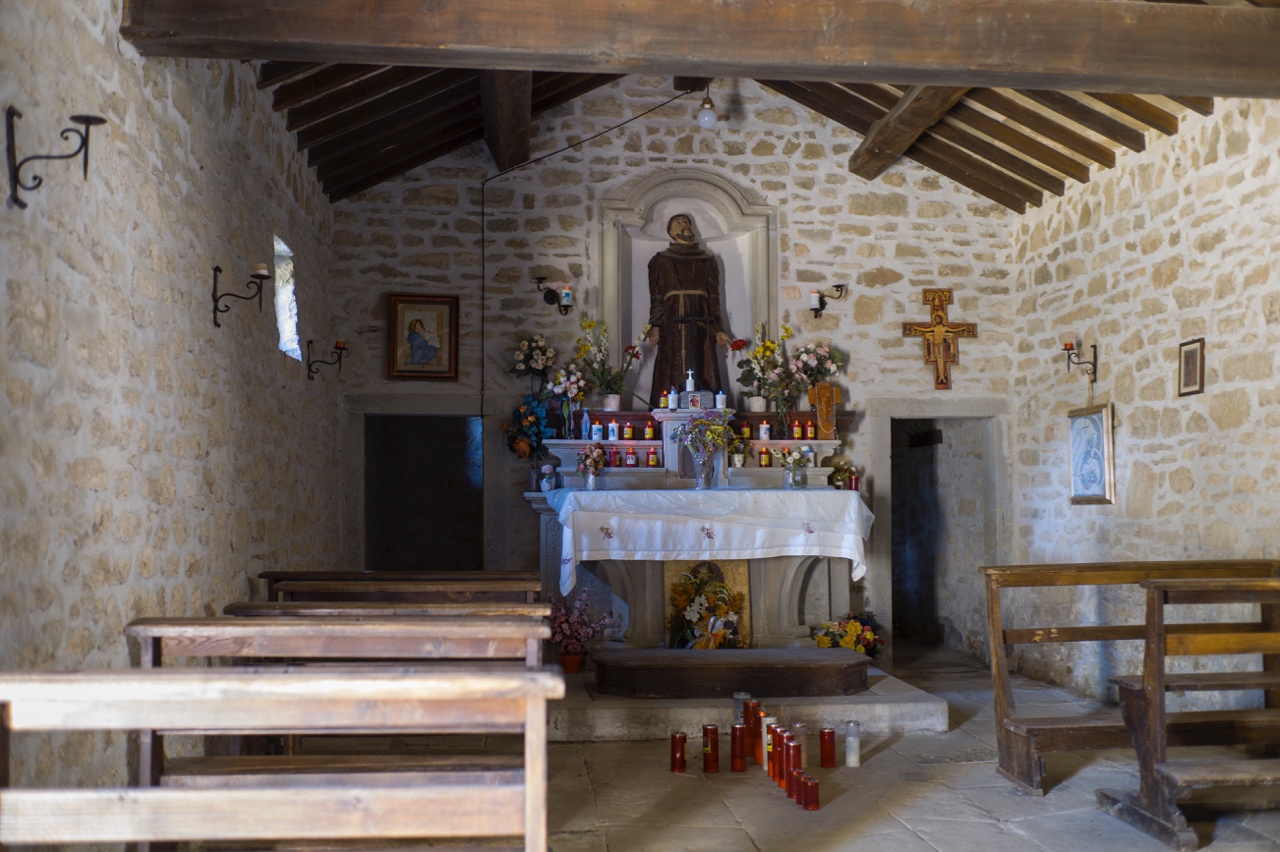
Interno Eremo della Casella (AR)